# Platořský buk
Platořský buk je památný strom u osady Platoř části obce Dlouhá Ves v okrese Klatovy v Plzeňském kraji. Buk lesní (Fagus sylvatica L.) roste na náspu staré vozové cesty cca 160 m západně nad osadou v nadmořské výšce 686 m. Výška stromu dosahuje 19 m, výška koruny je 15 m a šířka 14 m, obvod kmene 345 cm (měřeno 2010). Jeho zdravotní stav je velmi dobrý. Buk je chráněn od 20. srpna 2010 jako esteticky zajímavý strom, významný krajinný prvek, významný vzrůstem.

## Památné stromy v okolí
- Platořská lípa
- Skupina stromů u kostela